# Зграда Дома омладине „Станко Пауновић”
Зграда Дома омладине „Станко Пауновић” се налази у Неготину и од подизања 1924. године није мењала намену. Зграда представља непокретно културно добро као споменик културе.
Дом за децу и омладину „Станко Пауновић” основан је у фебруару 1919. године као Дечји дом ратне сирочади за Неготин и округ Крајински, само три месеца после потписивања примирја којим је завршен Први светски рат. Иницијатори оснивања једне од најстаријих установа социјалне заштите у Србији, били су хумани грађани Неготина.
Дом је првих година био смештен у згради неготинске полугимназије, на почетку „Малог села”. Садашњи објекат наменски је зидан у периоду од 1923. до 1925. године. Десетак година касније за потребе интернатског смештаја подигнут је још један објекат. 
По последњим доступним информацијама, сама зграда као и Дом за децу и омладину "Станко Пауновић" почев од 25.новембра 1991. под покровљитељством је Владе Републике Србије. Основни задаци ове установе су смештај и збрињавање деце без родитељског старања узраста од 6-20 година. Капацитет установе је смештај 88-оро деце наведеног узраста. Оно што је такође потребно нагласити да је сама површина објекта је 2424 квадратна метра. 